# Aphis forbesi
Aphis forbesi é uma espécie de afídio, da família Aphididae, vulgarmente designado como piolho-do-morangueiro, afídio-do-morangueiro ou pulgão-do-morangueiro, já que é uma espécie monófaga (só coloniza morangueiros, alimentando - se da sua seiva). Os adultos ápteros, de cor verde-escura, medem de 1,8 a 2,2 mm de comprimento, têm forma globosa e sinfúnculos que medem cerca de um sexto do comprimento do corpo. - As fêmeas fundatrizes nascem em Março (hemisfério norte), a partir de ovos depositados nos pecíolos da folhas. As virgo alatae aparecem no final da Primavera e colonizam novos morangueiros, deixando-os pegajosos e cobertos de enxúvia.